# 王杲铺镇
王杲铺镇，是中华人民共和国山東省德州市平原县下辖的一个乡镇级行政单位。

## 行政区划
王杲铺镇下辖以下地区：
王杲铺社区、甜北社区村、五博杨社区村、甜南社区村、胡庄社区村、王岑社区村、洼董社区村、董路口社区村、栾庄社区村、梅家口社区村、赵庄社区村、看水社区村、徐官屯社区村、六合庄社区村和刘庄社区村。